# Эдельфельдт, Ингер
Ингер Эдельфельдт (род. 14 июля 1956, Стокгольм) — шведская детская писательница, художник-иллюстратор и переводчик.

## Личная жизнь
Эдельфельд родилась в Стокгольме 14 июля 1956 года. Её отец был инженером, а мать — домохозяйкой. Отец в целом хорошо относился к дочери, и каждый день её отец рассказывал ей истории по утрам, что пробудило в ней интерес к писательству,но он также страдал от депрессии, что отразилась на юной Эдельфельдт не лучшим образом: она начала страдать от ОКР. Став взрослой, она перепробовала несколько методик лечения и, наконец, остановилась на медитации дзен.

## Карьера
Эдельфельдт дебютировала в печати в 1977 году с книгой Duktig pojke. С тех пор она написала более 30 книг, большинство из которых адресованы детям и подросткам. Ингер Эдельфельдт работает во многих жанрах, таких, как проза, басня, драматургия.
Эдельфельдт также является художником-акварелистом и иллюстрирует свои собственные книги и книги других авторов начиная с 1976 года.
В 1995 году на шведском телевидении был показан сериал Nattens barn, снятый по роману Эдельфельдт «Джулиана и я». Режиссёром сериала выступила Лиза Олин.
30 июля 1990 года Эдельфельдт вела известную радиопрограмму Sommar I P1.
В 1999 году она была награждена стипендией Фрединга.